# Soolu
Soolu (Duits: Soela) is een plaats in de Estlandse gemeente Lääne-Nigula, provincie Läänemaa. De plaats heeft de status van dorp (Estisch: küla).
Tot in oktober 2013 behoorde Soolu tot de gemeente Oru. In die maand werd Oru bij de fusiegemeente Lääne-Nigula gevoegd.

## Bevolking
Het dorp had 7 inwoners op 31 december 2011 en 17 inwoners op 31 december 2021.

## Ligging
Soolu ligt ongeveer 16 km ten noordoosten van de stad Haapsalu. De rivier Salajõgi stroomt door het dorp.

## Geschiedenis
Soolu bestond van oudsher uit twee delen: Stipendia Szozell, voor het eerst genoemd in 1520, en Maa Sosal, voor het eerst genoemd in 1798. Stipendia Szozell, dat in 1798 bekendstond als Rootsi-Soosal (‘Zweeds Soosal’), werd bewoond door Zweden en viel oorspronkelijk onder de Domkerk van Haapsalu. Het was een vicarie, waarvan de opbrengsten ten goede kwamen aan de geestelijken die aan die kerk waren verbonden. Maa Sosal werd bewoond door Esten en viel onder het landgoed van Udenküll (Uugla). In 1977 werden de beide dorpen samengevoegd.
In 1977 werd ook een deel van het buurdorp Änniste bij Soolu gevoegd. Jalukse kreeg de rest.